# Riverbank Arena
El Centro Olímpico de Hockey se construye en el Parque Olímpico en Stratford en el municipio de Newham al este de Londres, Inglaterra. Servirá para los Juegos Olímpicos de verano 2012 para el hockey. El presupuesto para el centro es de 19 millones de libras.
El Riverbank Arena (anteriormente llamado Hockey Centre) es un estadio temporal ubicado en el Parque Olímpico. Contará con dos campos separados, de los cuales uno tendrá gradas para 16.000 espectadores. La instalación será utilizada para las competiciones de hockey, fútbol 5 paralímpico (football 5-a-side), y fútbol 7 paralímpico (Football seven-a-side).
El primero campo del Riverbank Arena fue inaugurado en octubre de 2011. Para reflejar los colores de los juegos olímpicos, el campo es de color azul (contrastando frente a la pelota que es de color amarillo), y la zona que rodea el campo es de color rosa. Las estructuras de alrededor del campo está planeado que se construyan entre enero y marzo de 2012. El estadio estará listo para las pruebas que se realizarán en mayo de 2012.
La razón por la que hay dos campos, es porque uno es para las competiciones (con gradas a su alrededor) y el otro es para los calentamientos. En los Juegos Olímpicos de Londres 2012 será la primera vez que las competiciones de hockey y Fútbol paralímpico se juega en un campo de color diferente al verde tradicional.
Tras los Juegos el Riverbank Arena se moverá hacia el norte del Olympic Park, formando parte de la zona Eton Manor, donde habrá más instalaciones. Contará con 3.000 asientos con la posibilidad de aumentar a un máximo de 15.000 para grandes eventos.
fuente : https://web.archive.org/web/20120613020419/http://www.londresolimpicos.com/acerca-de-londres/estadios/riverbank-arena.html
- Datos: Q841617
- Multimedia: Riverbank Arena / Q841617